# 人体的构造

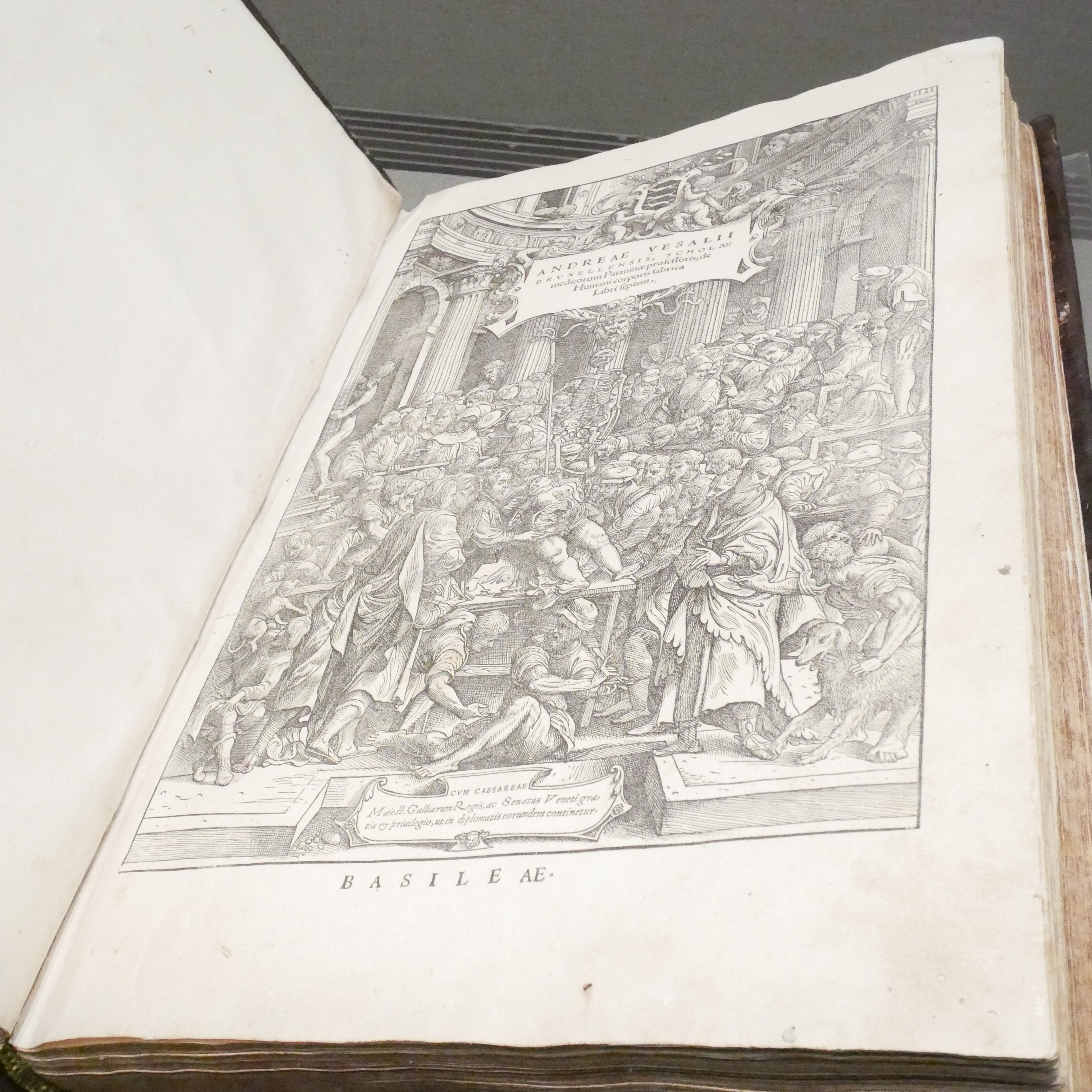
《論人體構造七卷》扉頁

《論人体的构造七卷》（拉丁語：De Humani Corporis Fabrica Libri Septem）是中世纪医生安德雷亚斯·维萨里写的一套关于人体解剖学的著作，1543年出版，是解剖学史上的一大貢獻。
書籍的形成是以他在帕多瓦大學的講座為主，他會以常見的實務衍伸，同時解剖大体說明他所講解的內容。以前的解剖工作會由外科理发师依照醫生的指示進行（當時醫生不會進行這類的勞務工作）。